# Kathleen Bertko

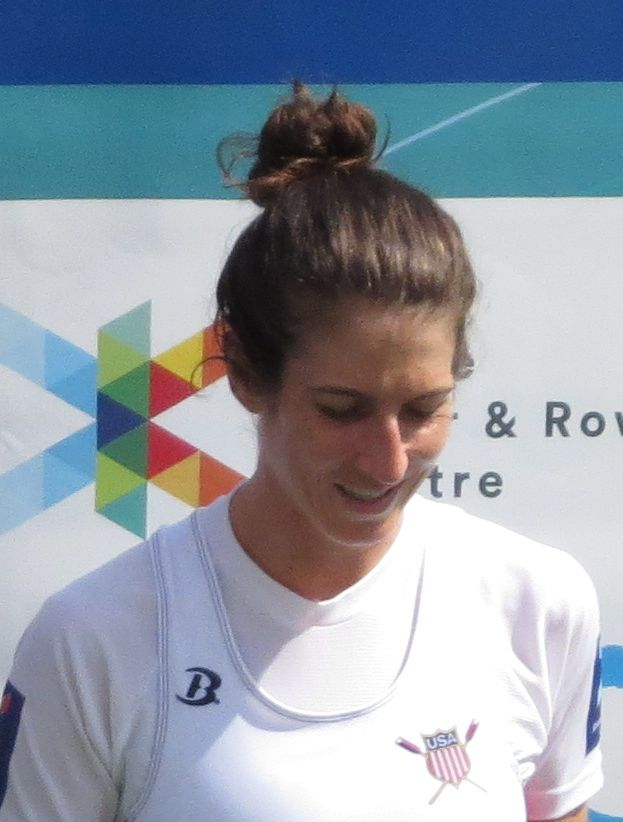
Kathleen Bertko

Kathleen Bertko (* 8. November 1983 in Oakland, Kalifornien) ist eine US-amerikanische Leichtgewichts-Ruderin.
Bertko begann 1999 mit dem Rudersport. 2009 ruderte sie erstmals im Ruder-Weltcup und trat sowohl im Achter als auch im Doppelvierer ohne Gewichtsbeschränkung an. Bei den Ruder-Weltmeisterschaften 2009 gewann sie mit dem Doppelvierer in der Besetzung Megan Walsh, Stesha Carle, Sarah Trowbridge und Kathleen Bertko Silber hinter dem ukrainischen Boot. Ein Jahr später erreichten Stesha Carle und Kathleen Bertko den fünften Platz im Doppelzweier bei den Weltmeisterschaften 2010. 2011 belegten Sarah Trowbridge und Kathleen Bertko den neunten Platz bei den Weltmeisterschaften. 2012 trat Bertko im Weltcup mit dem Doppelvierer an, wurde aber nicht für die Olympiamannschaft berücksichtigt. 
2013 wechselte sie zum Leichtgewichts-Rudern. Bei den Weltmeisterschaften belegte sie zusammen mit Kristin Hedstrom den zweiten Platz im Leichtgewichts-Doppelzweier. Bei den Weltmeisterschaften 2014 und 2015 gewann Bertko jeweils die Bronzemedaille im Leichtgewichts-Einer. Kathleen Bertko trat zusammen mit Devery Karz im Leichtgewichts-Doppelzweier bei den Olympischen Spielen 2016 an und belegte den zehnten Platz. 